# Сельское поселение «Село Чернышено» (Козельский район)
Сельское поселение «Село Чернышено» — муниципальное образование в составе Козельского района Калужской области России.
Административный центр — село Чернышено.

## История
Статус и границы сельского поселения установлены Законом Калужской области № 7-ОЗ от 28 декабря 2004 года «Об установлении границ муниципальных образований, расположенных на территории административно-территориальных единиц „Бабынинский район“, „Боровский район“, „Дзержинский район“, „Жиздринский район“, „Жуковский район“, „Износковский район“, „Козельский район“, „Малоярославецкий район“, „Мосальский район“, „Ферзиковский район“, „Хвастовичский район“, „Город Калуга“, „Город Обнинск“ и наделении их статусом городского поселения, сельского поселения, городского округа, муниципального района».

## Состав
В поселение входят 11 населённых пунктов:
- село Чернышено
- деревня Волосово-Звягино
- село Грачёвский
- село Грязненского Лесничества
- село Егорьевский
- село Каретный
- село Ленинский
- деревня Побуж
- село Рудневский
- деревня Слобода
- деревня Трошна

## Население
| 2010 | 2012 | 2013 | 2014 | 2015 | 2016 | 2017 |
| ---- | ---- | ---- | ---- | ---- | ---- | ---- |
| 304  | ↘280 | ↘275 | ↘259 | ↘257 | ↘255 | ↘238 |
| 2018 | 2019 | 2020 | 2021 |      |      |      |
| ↘228 | ↘224 | ↗226 | ↘219 |      |      |      |